# Restaurant Brands International
Restaurant Brands International é um empresa multinacional de restaurante de fast food canadense. Formada pela fusão de Burger King e a loja de café e restaurante de cadeia canadense Tim Hortons, a empresa é a terceira maior operadora de restaurantes de fast food do mundo. Foi anunciado pela primeira vez em 25 de agosto de 2014, a fusão se concentra principalmente em expandir o alcance internacional da "icônico" marca Tim Hortons, e proporcionando eficiências financeiras para ambas as empresas. A empresa será baseada ao lado de Tim Hortons em Oakville, Ontário, mas ambas as cadeias manterão suas operações e sede existentes.
A empresa é de propriedade majoritária da 3G Capital - o proprietário da maioria anterior do Burger King-segurando uma participação de 50%. O restante da empresa é de capital aberto nas bolsas de Nova York e de Toronto, e de propriedade dos acionistas anteriores do Burger King e Tim Hortons. O acordo foi aprovado pelos acionistas Tim Hortons' em 9 de dezembro de 2014, e a empresa começaram a ser negociadas em 15 de dezembro de 2014.

## História
Em 24 de agosto de 2014, cadeia de fast food americano Burger King anunciou que estava em negociações de fusão com o café canadense e restaurante da cadeia Tim Hortons; a fusão proposta envolveria uma inversão fiscal para o Canadá, com uma nova holding detida maioritariamente pela maioria, atual proprietário do Burger King 3G Capital, e o restante das ações da empresa detidas pelos atuais acionistas do Burger King e Tim Hortons. Um representante Tim Hortons afirmou que a concentração proposta permitirá Tim Hortons para alavancar recursos do Burger King para o crescimento internacional; as duas cadeias iria manter operações separadas após a concentração.  Notícias da proposta causou ações Tim Hortons "para aumentar em valor 28 por cento.
Em 25 de agosto de 2014, Burger King confirmou oficialmente a sua intenção de adquirir a Tim Hortons Inc., em um negócio no valor de CDN. 12.500 milhões dólares americanos (US $ 11,4 bilhões). 3G Capital iria comprar a companhia em 65,50 dólares por ação, e acionistas existentes receberia $ 65,50 em dinheiro e 0,8025 partes na nova holding: per-share-toda em dinheiro ($ 88,50) e todo-partes (3,0879) opções também estaria disponível. Devido ao seu status de ícone na cultura canadense, Caira tranquilizou a integridade do Tim Hortons após a compra, afirmando que a aquisição permitiria "nos movermos mais rapidamente e de forma eficiente para trazer a icônica marca canadense Tim Hortons. para uma nova base de clientes global."
Embora inversões de impostos, um processo no qual uma empresa diminui a quantidade de impostos que paga movendo sua sede para um país com menores taxas, mas mantém a maioria de suas operações em sua localização anterior, ter sido uma tendência financeira recente, não terá tanto impacto sobre a reincorporação do Burger King no Canadá. O taxa de IRC nos Estados Unidos é de 39,1%, enquanto a do Canadá taxa de IRC é de apenas 26%: no entanto, Burger King já tinha usado vários abrigando técnicas para reduzir a sua taxa de imposto de 27,5%. Como um exemplo de alto perfil de inversão de imposto, a notícia da fusão foi criticado por políticos norte-americanos, que sentiram que a mudança resultaria em uma perda de receitas fiscais aos interesses estrangeiros, e poderia resultar em mais pressão do governo contra inversões (que tinha, até que a fusão Burger king, foi invocada principalmente por empresas farmacêuticas). O co-fundador da 3G Capital, Alexandre Behring negou que estava relacionada com a fusão de impostos, afirmando que era "fundamentalmente sobre crescimento e criação de valor por meio da expansão acelerada."
O negócio foi aprovado pelo Canadian Competition Bureau em 28 de outubro de 2014. O negócio foi aprovado pelo Ministro da Indústria James Moore em 4 de dezembro, 2014: as duas empresas concordaram em condições, exigindo que as cadeias Burger King e Tim Hortons manter operações separadas, não combinam locais no Canadá e nos Estados Unidos, manter "os níveis de emprego significativos" na sede da Oakville, e garantir que os canadenses formam a menos 30% do 'conselho de administração' do Tim Hortons. Os acionistas  do Tim Hortons aprovaram a incorporação em 9 de dezembro de 2014: no mesmo dia, foi anunciado que a nova holding seria conhecida como Restaurant Brands International, e são negociadas sob o ticker símbolo QSR. Vice-presidente Marc Caira sentiu que a fusão foi o "próximo capítulo" para o Tim Hortons, prevendo um "Tim Hortons mais ousado, mais assertivo e dinâmico no futuro", junto com suas perspectivas de expansão internacional.

## Propriedade e liderança
3G Capital (que detinha uma participação majoritária de 71% no Burger King) detém uma participação majoritária de 51% na Restaurant Brands International. Acionistas existentes Tim Hortons 'possui 22%, e da Burger King próprio de 27%. Berkshire Hathaway, que financiou parcialmente a fusão, detém uma participação de 4,8%  CEO Burger King Daniel Schwartz serve como CEO da empresa, Tim Hortons como o CEO  anterior Marc Caira sendo vice-presidente e diretor. Elías Díaz Sesé, anteriormente de operações do Burger King da Ásia-Pacífico, foi nomeado o novo presidente da Tim Hortons, enquanto Jose Cil, anteriormente da do Burger King EMEA operações, foi nomeado o novo presidente da Burger King.